# Миколаївська міська територіальна громада (Донецька область)
Миколаївська міська громада — територіальна громада в Україні, у Краматорському районі Донецької області. Адміністративний центр — місто Миколаївка.
Площа громади — 166,68 км², населення — 17 246 мешканців (2018).

## Історія
Утворена 21 липня 2015 року шляхом об'єднання Миколаївської міської ради Слов'янської міськради та Малинівської, Рай-Олександрівської сільських ради Слов'янського району. 8 вересня 2016 року місто Миколаївка включено до складу Слов'янського району Донецької області.
25 жовтня 2020 року до громади приєдналася Райгородоцька селищна рада.

## Населені пункти
У складі громади: 1 місто (Миколаївка), 2 селища (Донецьке, Райгородок) і 12 сіл (Васютинське, Карпівка, Малинівка, Никонорівка, Оріхуватка, Першомар'ївка, Пискунівка, Рай-Олександрівка, Селезнівка, Стародубівка, Тихонівка, Юрківка).